# Diplazium bellum
Diplazium bellum là một loài dương xỉ trong họ Athyriaceae. Loài này được Bir in Mehra & Bir mô tả khoa học đầu tiên năm 1964.
Danh pháp khoa học của loài này chưa được làm sáng tỏ. 